# غيرشون شوفمان
غيرشون شوفمان (بالعبرية: גרשון שופמן) (ولد في 1880 – ومات في 1972) كاتب ورسام إسرائيلي.
حصل على جائزة إسرائيل في الأدب في عام 1956.

## حياته
ولد في أورشا في مقاطعة موغيلوف في الإمبراطورية الروسية (روسيا البيضاء حاليا) في عام 1880. أبوه زالمان شوفمان وأمه فايغا هايا ليفين. ونشأ في عائلة يهودية متدينة وتقليدية.
وفي سن العشرين انتقل إلى وارسو، أحد مراكز الأدب العبري، حيث صنع لنفسه اسما ككاتب باللغة العبرية.
أدى خدمته العسكرية في الجيش الروسي عام 1902 في غوميل، حيث شهد حدوث مذبحة هناك عام 1903. وفي عام 1904 وبعد هروبه من الجيش الروسي في بداية الحرب الروسية اليابانية، هرب إلى مدينة ليمبرغ (لفيف حاليا) في الإمبراطورية النمساوية المجرية. وعاش في فيينا بدءا من عام 1913.
في عام 1921 تزوج أنا بلانك وعاش معها في فيتسلدورف وكانت بلدية مستقلة حينها، وهي اليوم منطقة إدارية في الجزء الغربي من مدينة غراتس. وفي عام 1928 تحولت زوجته وأولاده بيتر وغرترود من الكاثوليكية إلى اليهودية. وخلال الخمس وثلاثين عاما من إقامته في النمسا كان بلا هوية رسمية.
وفي عام 1938 هاجر إلى فلسطين مع زوجته وأولاده. ومات في إسرائيل في عام 1927، حيث لاقت كتاباته النجاح والمديح.

## مسيرته الأدبية
كان شوفمان يعتبر سيد القصة القصيرة. وكان كاتبا ومحررا باللغة العبرية. وفي عام 1900 إلى 1903 عمل محررا مساعدا في للصحيفة العبرية «سونيت» المنشورة في لفوف. كما كتب حوالي خمسين قصة قصيرة في لفوف، وتدور بعض أحداثها في تلك المدينة.

## جوائز
- حصل على جائزة بياليك في الأدب في عام 1946.[6]

- حصل على جائزة إسرائيل في الأدب في عام 1956.[7]